# Hérode Boëthos
Pour les articles homonymes, voir Hérode Philippe et Boéthos.
Cet article traite d'Hérode Boëthos appelé parfois Hérode Philippe Ier, déshérité par Hérode le Grand, le père de Salomé et le mari délaissé d'Hérodiade. Pour Hérode Philippe, tétrarque de Trachonitide, Batanée, Auranitide et d'une partie du royaume de Zénodore qui est le premier mari de Salomé, voir Philippe le Tétrarque.
Hérode Boëthos appelé aussi Hérode Philippe Ier ou Hérode II, fils d'Hérode ((?) après 27 av. J.-C. - (?) après 34 ap.  J.-C.),, est le fils d'Hérode le Grand et de Mariamne, la troisième femme d'Hérode, la fille du grand-prêtre Simon Boëthus. Pendant une brève période, il a été désigné comme héritier par son père. Certains auteurs l'appellent Hérode Philippe Ier (à ne pas confondre avec Philippe le Tétrarque, que certains auteurs appellent Hérode Philippe II).
Époux d'Hérodiade, il voit celle-ci le quitter et épouser son demi-frère Hérode Antipas.

## Identification
Hérode était le premier mari d'Hérodiade, et parce que l'évangile selon Marc précise qu'Hérodiade a été mariée à « Philippe », certains spécialistes estiment que son nom a effectivement été « Hérode Philippe ». Ceci est toutefois contesté par certains chercheurs, qui pensent que l'évangéliste s'est trompé. Une hypothèse qui s’appuie parfois sur le fait que l'évangile selon Luc ne parle pas du mari d'Hérodiade. Certains critiques estiment que cela montre que l'appellation Hérode Philippe est erronée,, alors que d'autres estiment que cela ne prouve rien à ce sujet. En revanche, l'Évangile selon Luc est le seul à mentionner Philippe le Tétrarque dans une phrase qui était vraisemblablement la première de l'évangile avant que ne lui soit ajouté les deux chapitres du récit de l'enfance de Jésus. Parce qu'Hérode était le petit-fils du grand prêtre Simon Boëthus, il est parfois appelé « Hérode Boëthus », même s'il n'y a aucune preuve qu'il ait effectivement été appelé ainsi au cours de sa vie.

## Origine
Hérode (II) Boëthos (Hérode Philippe Ier) était le quatrième fils d'Hérode le Grand. Il est issu du mariage d'Hérode avec sa troisième femme Mariamne (II). Hérode le Grand était « tombé en amour » devant sa beauté. Pour pouvoir l'épouser alors que sa famille n'était pas de rang élevé, Hérode le Grand a démis Jésus fils de Phabi (Josué ben Phabi), le grand prêtre en exercice, et a nommé à sa place Simon Boëthos (23 av. J.-C.), le père de Mariamne.

## La succession d'Hérode le Grand
L'exécution par Hérode le Grand en 7 av. J.-C. de ses fils hasmonéens, Alexandre et Aristobule IV, a laissé orpheline Hérodiade, qui est encore mineure. Cependant, Hérode le Grand s'est occupé de l'éducation des orphelins. Il a également décidé qu'Hérodiade se marierait avec son demi-oncle Hérode Boëthos (Hérode Philippe Ier), qui à ce moment était inscrit sur le testament d'Hérode, comme devant cohériter de son royaume. L'ascendance hasmonéenne d'Hérodiade, dynastie plus légitime que celle d'Hérode, renforce les droits de son mari à la succession au royaume de son père. 
Selon les Antiquités judaïques de Flavius Josèphe, Hérodiade, la sœur d'Hérode Agrippa Ier et d'Hérode de Chalcis, « épousa Hérode, qu'Hérode le Grand avait eu de Mariamne, la fille du grand-pontife Simon ; et ils eurent pour fille Salomé. »
L'exécution d'Antipater II en 4 av. J.-C., pour avoir comploté et tenté d'empoisonner son père, semblait laisser Hérode Boëthos seul héritier d'Hérode le Grand, mais la connaissance de la participation de sa mère à l'intrigue du poison a conduit Hérode le Grand à le déshériter à peine quelques jours avant sa mort. Par conséquent, Hérodiade et Hérode Boëthos (Hérode Philippe Ier) vont vivre comme de « simples particuliers », le plus souvent à Rome[réf. incomplète].
Finalement, Hérode Ier le Grand va rédiger un nouveau testament. Le territoire de son royaume est partagé par Auguste, en respectant les dispositions de ce testament, entre trois des fils d'Hérode le Grand ainsi qu'une de ses parentes. Philippe le Tétrarque a obtenu « la Batanée, avec la Trachonitide et l’Auranitide, une partie de ce qu’on appela le domaine de Zénodore ». Pour sa part, Hérode II, fils d'Hérode (Hérode Philippe Ier) n'a eu aucun territoire.